# Modalizator
În lingvistică, un modalizator este un „mijloc care permite vorbitorului să-și manifeste felul în care privește propriul său enunț”.
În sens larg, poate fi orice mijloc morfologic, lexical, sintactic sau intonativ prin care apare atitudinea vorbitorului față de ceea ce spune.
În sens restrâns, modalizatorul este un cuvânt sau un grup de cuvinte adverb/locuțiune adverbială la origine, adică putând îndeplini o funcție sintactică specifică adverbului, dar care în anumite cazuri nu îndeplinește o asemenea funcție, ci una de exprimare a subiectivității vorbitorului, a atitudinii sale, a raportării sale cognitive, afective, volitive la ceea ce spune. Astfel, modalizatorul poate exprima certitudine (desigur, fără îndoială), incertitudine, atenuare (eventual, poate), probabilitate (probabil), întărirea enunțului (bineînțeles), satisfacție, ușurare (din fericire) etc.

## Delimitarea modalizatorului în sens restrâns

### Modalizatorul și adverbul
Deja în gramaticile tradiționale s-a constatat că adverbele reprezintă o clasă lexico-gramaticală eterogenă. Deși se definea ca având în general funcția sintactică de complement circumstanțial al unui verb, al unui adjectiv sau al unui alt adverb, Avram 1997, de exemplu, constata că sunt și adverbe, de exemplu chiar, poate, tocmai, care „se referă la o întreagă propoziție sau numai la o parte a ei, împreună cu care se analizează”. Altfel spus, după cum afirma Constantinescu-Dobridor 1980, există adverbe „fără funcție sintactică”, care ar îndeplini totuși funcția de complement circumstanțial de mod de diverse feluri: de continuitate (încă), de îndoială (oare), de precizare (tocmai), de restricție (măcar), de exclusivitate (doar), de proximitate (aproape), explicativ (adică).
Începând cu anii 1960, când lingvistica s-a îndreptat tot mai mult spre o abordare pragmatică, în gramatici ale unor limbi s-a delimitat în cadrul adverbelor o subclasă a celor care au rolul de a modifica înțelesul propoziției din care fac parte, prin exprimarea unei judecăți subiective pe care o are vorbitorul despre propriul său enunț: certitudine, îndoială, satisfacție, mirare etc. Denumirea acestei subclase de adverbe nu este unitară.
În lingvistica franceză se utilizează termenii:
- adverbe de phrase „adverb de propoziție” sau adverbe modal: Heureusement, il n'a pas plu à la cérémonie „Din fericire n-a plouat la ceremonie”[9];
- adverbe d'énonciation „adverb de enunțare”: Sincèrement, je suis content „Sincer vorbind, sunt mulțumit”[10];
- adverbe modalisateur „adverb modalizator” sau adverbe de modalité „adverb de modalitate”: Bien sûr, cela n’a rien de nouveau „Bineînțeles, nu e nimic nou în asta”[11];
- modalisateur „modalizator”: peut-être „poate”, sans doute „probabil” (numite adverbe), à ce que je crois „după cum cred”, selon moi „după mine” (numite incidente)[12].

Și în engleză se folosesc mai mulți termeni pentru a denumi această specie de adverb:
- sentence-modifying adverb „adverb modificator de propoziție”: I certainly think so „Sigur că așa cred”[13];
- sentence-modifying adverbial „adverb modificator de propoziție”: Perhaps he will come „Poate va veni”[14];
- sentence adverb „adverb de propoziție”: Frankly, I don't care about your problems „Sincer vorbind, nu-mi pasă de problemele tale”[15];
- sentence adverbial „adverb de propoziție” sau adsentential: He’s probably been sick for a long time „Probabil a fost bolnav multă vreme”[16];
- disjunct (adverb) „adverb disjunct”: Hopefully the rain will end soon „Sper(ăm) că ploaia se va opri în curând”[17];
- modal adverb „adverb modal”: That surely would improve with time „Sigur s-ar îmbunătăți cu timpul”[18];
- sentence modifier adverb „adverb modificator de propoziție” sau sentence connector adverb „adverb conector de propoziție”: Actually… I think she was right „De fapt… cred că a avut dreptate”[19].

În gramaticile limbii germane, acest fel de adverb se numește Satzadverb „adverb de propoziție”: Ich kann leider nicht kommen „Din păcate nu pot să vin”.
În literatura română de specialitate apar cu acest sens termenii:
- „adverb modal”: Poate Dan a greșit ieri[21];
- „adverb modalizator”: la  paene in foveam decidi, ni hic adesses „Aproape aș fi căzut în groapă dacă n-ai fi fost acolo”[22];
- „modalizator” sau „circumstanțial de modalitate”: Vine cu siguranță azi[23].

În gramatici ale unor limbi, de exemplu ale limbii maghiare, astfel de cuvinte sunt net delimitate de adverbe, modalizatorul având statut de parte de vorbire aparte. Delimitarea s-a făcut analizându-se comportamentul unor cuvinte considerate tradițional adverbe, în două situații diferite: atunci când răspund la întrebarea „cum?”, având prin urmare funcția de complement circumstanțial de mod, și atunci când nu pot răspunde la această întrebare, nefiind, prin urmare, complemente de mod și nici altă parte de propoziție. De exemplu, în propoziția hu  Géza biztosan talált be a belső körbe „Géza a nimerit cu siguranță în cercul interior”, biztosan este adverb cu funcția de complement circumstanțial de mod, dar în Géza biztosan betalált a belső körbe „Cu siguranță, Géza a nimerit în cercul interior” este un modalizator, cuvânt fără funcție sintactică în propoziție, însă cu funcție modală, aceea de a exprima certitudinea vorbitorului despre ceea ce afirmă.

### Modalizatorul și particula
În unele gramatici ale altor limbi, de exemplu ale limbilor standard din diasistemul slav de centru-sud (sârbă, croată, muntenegreană), se consideră parte de vorbire aparte particula, în care este inclus într-un fel sau altul și modalizatorul. Uneori apare ca o subclasă a particulelor, de exemplu la Čirgić 2010, cu denumirea de particulă modală sau de modifikator, sau la Moldovan 1996, cu denumirea de particulă modală. Exemplu: Ceo dan učiš, sigurno si umoran „Înveți toată ziua, sigur ești obosit”. Alteori, modalizatorul este inclus printre particule fără o denumire aparte, ci doar cu descrierea funcției sale: On to, naravno, nije ni mogao znati „Firește, el nici nu putea să știe asta”. Totuși, Klajn 2005, de exemplu, nu include modalizatorul printre particule, ci le tratează ca adverbe de propoziție în capitolul despre adverbe: Ukratko, cilj je postignut „Pe scurt, scopul a fost atins”.
În gramatici ale limbii maghiare, modalizatorul este cel care a inclus până în anii 1990 și particulele. Apoi, unii lingviști au delimitat modalizatorul de particulă, considerând-o parte de vorbire aparte. Nóra Kugler vede deosebirea dintre cele două clase în gradul lor de autonomie diferit. Argumentul ei este că modalizatorul, pe lângă că poate fi inclus într-o propoziție completă (hu  Géza biztosan eltalálta a célt „Cu siguranță, Géza a nimerit ținta”), poate constitui și singur o propoziție neanalizabilă, răspunzând la o întrebare totală, așa cum răspunde la o asemenea întrebare da sau nu: – Géza eltalálta a célt? – Biztosan „– Géza a nimerit ținta? – Cu siguranță”. Dimpotrivă, particula nu poate funcționa singură și nu răspunde la niciun fel de întrebare.